# Epicorsia mellinalis
Epicorsia mellinalis là một loài bướm đêm trong họ Crambidae.